# オクタテトライニルラジカル
オクタテトライニルラジカル(Octatetraynyl radical)は、8つの炭素原子が単結合と三重結合で交互に一直線状に繋がった有機のフリーラジカルである。
2007年、負電荷を持つオクタテトライニルが分子雲TMC-1	で検出され、ヘキサトリイニルラジカルに次いで、星間物質から見つかった2つ目のアニオン、またそのような分子の中でこれまで最大のものとなった。